# Бастиде сир л'Ер
Бастиде сир л'Ер (фр. Bastide-sur-l'Hers) насеље је и општина у јужној Француској у региону Миди Пирене, у департману Арјеж која припада префектури Памје.
По подацима из 2011. године у општини је живело 727 становника, а густина насељености је износила 152,41 становника/km². Општина се простире на површини од 4,77 km². Налази се на средњој надморској висини од 438 метара (максималној 721 m, а минималној 428 m).

## Демографија
| 1962. | 1968. | 1975. | 1982. | 1990. | 1999. | 2011. |
| ----- | ----- | ----- | ----- | ----- | ----- | ----- |
| 722   | 796   | 782   | 763   | 733   | 674   | 727   |

График промене броја становника у току последњих година